# Robert Tear
Robert Tear (8. března 1939 Barry, Wales – 29. března 2011 Londýn) byl britský operní pěvec (lyrický tenor).

## Kariéra
Narodil se v Barry v Glamorganu a studoval tam na chlapeckém gymnáziu. V letech 1957 až 1961 navštěvoval King’s College Cambridge jako chrámový sborista. Na jevišti debutoval rolí Quinta v opeře Benjamina Brittena The Turn of the Screw (1964). Po celou svou kariéru se uplatňoval v rolích, které Britten napsal pro Petera Pearse, včetně skladatelova posledního divadelního díla Smrt v Benátkách, kde zpíval Aschenbacha. Kromě anglického pěstoval Robert Tear také italský repertoár a byl velmi oblíbeným mozartovským interpretem. V roce 1984 byl jmenován komandérem Řádu britského impéria.

## Nahrávky
Tear natočil více než 250 nahrávek. Role, které nazpíval na discích, sahají od Uriela v Haydnově Stvoření po malíře v Bergově Lulu a od Pitichinaccia v Offenbachových Hoffmannových povídkách po sira Harveyho v Donizettiho Anně Boleně.